# Boston Red Sox
A Boston Red Sox egy amerikai baseballcsapat. A Major League Baseballban az Amerikai Liga Keleti Csoportjában játszanak. A csapatot 1901-ben alapították Bostonban és azóta is itt játszanak. Eredeti nevük Boston Americans volt, de viszonylag hamar, 1907-ben Red Soxra, vagyis Vörös Zoknisokra változtatták. 2007-ben csoportelsőként jutottak a rájátszásba.

## Csapatjelképek
- Csapatszínek: Sötétkék, vörös.
- Emblémák:
  - Csapatembléma: Piros körben piros-kék varrású baseball-labda előtt egy pár vörös zokni, a labda körül kék Boston és vörös Red Sox felirat.
  - Sapkaembléma: Kék alapon vörös B betű.
- Mez: A hazai meccseken hordott mez fehér, az ing varrásai pirosak, a mellkason piros Red Sox felirat. Az idegenbeli mez szürke, szürke varrással, a mellkason Boston felirat. A különleges mezük nadrágja fehér, az ing piros, rajta kék Red Sox felirat. Az ingek hátán csak a játékos száma van feltüntetve, a neve nem. A sapka kék, piros B betűvel, a hetvenes években piros sapkában játszottak.
- Szurkolói dalok: Nem hivatalos szurkolói dal, de a „Tessie” című Broadway-dal összefonódott a Red Sox-szal.
- Csapatmottó: 2004-től „Keep the Faith”. A ellendrukkerek viccesen szokták használni a „Wait till next year”-t (Majd jövőre), amivel az 1918-tól 2004-ig tartó nyeretlen sorozatra utaltak.
- Kabalafigura: Wally the Green Monster, egy zöld plüss-szörny.

## Red Sox játékosok a Baseball Hírességek Csarnokában
| - Luis Aparicio - Wade Boggs - Lou Boudreau - Jesse Burkett - Orlando Cepeda - Jack Chesbro - Jimmy Collins - Joe Cronin - Bobby Doerr - Dennis Eckersley |  | - Rick Ferrell - Carlton Fisk - Jimmie Foxx - Lefty Grove - Harry Hooper - Waite Hoyt - Ferguson Jenkins - George Kell - Heinie Manush - Juan Marichal |  | - Herb Pennock - Tony Pérez - Red Ruffing - Babe Ruth - Tom Seaver - Al Simmons - Tris Speaker - Ted Williams - Carl Yastrzemski - Cy Young |

## Visszavont mezszámok

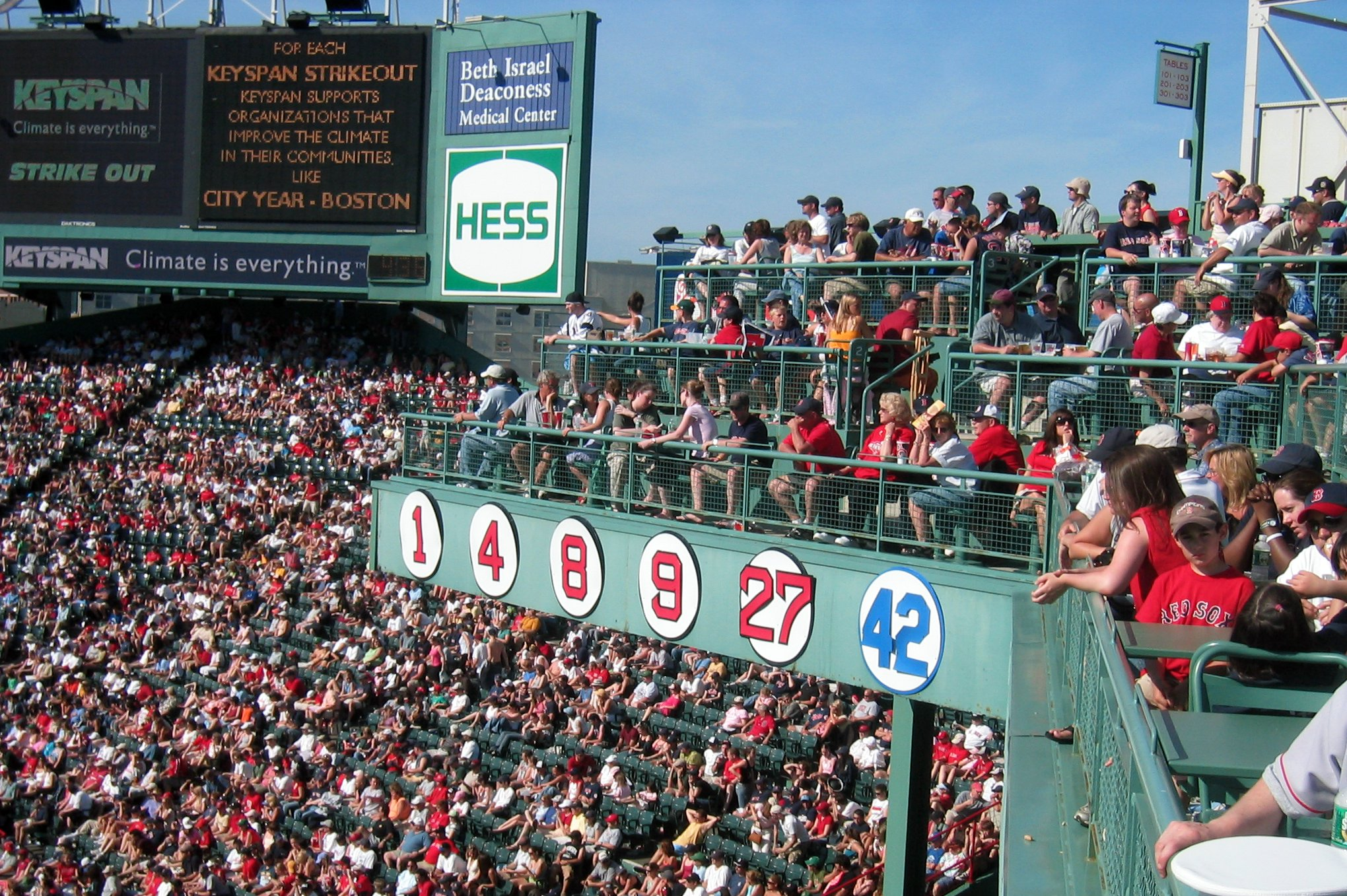
A visszavont számok a Fenway Parkban

- 1 Bobby Doerr, második baseman, menedzser. Visszavonva: 1988.
- 4 Joe Cronin, shortstop, menedzser. Visszavonva: 1984.
- 8 Carl Yastrzemski, első baseman, outfielder. Visszavonva: 1989.
- 9 Ted Williams, outfielder. Visszavonva: 1984.
- 27 Carlton Fisk, kapó (catcher). Visszavonva: 2000.
- 42 Jackie Robinson, a teljes Major League-ből visszavonták 1997-ben.

## Érdekességek
- A New York Yankees és a Red Sox közötti rivalizálás a legrégebbi a baseballban.
- Híres Red Sox szurkolók: Stephen King,[1] Ben Affleck, Jimmy Fallon,[2] Matt Damon[3]
- A Nyomás utána! c. filmben Terence Hill egy Boston Red Socks baseball-sapkát visel.